# Hinrich Beck
Garleff Hinrich von der Beck (* 16. Februar 1877 in Königreich; † 10. Februar 1959 in Hamburg) war ein deutscher Kaufmann und Politiker sowie Mitglied der Hamburgischen Bürgerschaft.

## Leben und Politik
Hinrich von der Beck besuchte von 1883 bis 1891 die Volksschule und absolvierte anschließend bis 1894 eine kaufmännische Lehre. Danach arbeitete er bis 1896 als Kommis und danach als selbständiger Kaufmann. Er handelte vorwiegend mit Fettwaren.
Von der Beck wurde 1919 für den Hamburger Wirtschaftsbund in die Hamburgische Bürgerschaft gewählt. Seine Partei gehörte unter eigenem Namen der Reichspartei des deutschen Mittelstandes an. Er selbst behielt nur in der ersten Wahlperiode bis 1921 sein Mandat.